# Much Wenlock
Much Wenlock är en stad och en civil parish i kommunen Shropshire i England. Orten har 2 877 invånare (2011).